# 高吉正真
高吉 正真（たかよし しょうま、2000年8月25日 - ）は、神奈川県川崎市出身のサッカー選手。Jリーグ・ギラヴァンツ北九州所属。ポジションはミッドフィールダー。

## 来歴
中学・高校時代は川崎フロンターレの下部組織に所属していた。しかしトップチームに昇格することは叶わず、桐蔭横浜大学に進学。4年時にはチーム史上初の全日本大学サッカー選手権大会優勝を果たした。2022年9月15日、2023年シーズンからのギラヴァンツ北九州加入内定が発表された。
2023年3月5日、J3リーグ開幕戦のFC岐阜戦でJリーグデビューを飾った。

## 人物
ギラヴァンツ北九州入団後、自身のTwitterにて先天性多合趾症のため出生時に足の指が6本あったこと、現在もスパイクシューズが合わず痛みを抱えながらプレーしていることを告白した。

## 所属クラブ
- 四谷FC（川崎市立さくら小学校）
- 2013年 - 2015年 川崎フロンターレU-15（川崎市立川中島中学校）
- 2016年 - 2018年 川崎フロンターレU-18（日本体育大学荏原高等学校）
- 2019年 - 2022年 桐蔭横浜大学
- 2023年 -  ギラヴァンツ北九州

## 個人成績
| 国内大会個人成績 | 国内大会個人成績 | 国内大会個人成績 | 国内大会個人成績 | 国内大会個人成績 | 国内大会個人成績 | 国内大会個人成績 | 国内大会個人成績 | 国内大会個人成績 | 国内大会個人成績 | 国内大会個人成績 | 国内大会個人成績 |
| 年度             | クラブ           | 背番号           | リーグ           | リーグ戦         | リーグ戦         | リーグ杯         | リーグ杯         | オープン杯       | オープン杯       | 期間通算         | 期間通算         |
| 年度             | クラブ           | 背番号           | リーグ           | 出場             | 得点             | 出場             | 得点             | 出場             | 得点             | 出場             | 得点             |
| 日本             | 日本             | 日本             | 日本             | リーグ戦         | リーグ戦         | リーグ杯         | リーグ杯         | 天皇杯           | 天皇杯           | 期間通算         | 期間通算         |
| ---------------- | ---------------- | ---------------- | ---------------- | ---------------- | ---------------- | ---------------- | ---------------- | ---------------- | ---------------- | ---------------- | ---------------- |
| 2022             | 桐蔭横浜大       | 5                | 他               | -                | -                | -                | -                | 2                | 0                | 2                | 0                |
| 2023             | 北九州           | 34               | J3               | 13               | 0                | -                | -                | 1                | 0                | 14               | 0                |
| 2024             | 北九州           | 34               | J3               | 36               | 1                | 2                | 0                | 2                | 1                | 40               | 2                |
| 2025             | 北九州           | 34               | J3               |                  |                  |                  |                  |                  |                  |                  |                  |
| 通算             | 日本             | 日本             | J3               | 49               | 1                | 2                | 0                | 3                | 1                | 54               | 2                |
| 通算             | 日本             | 日本             | 他               | -                | -                | -                | -                | 2                | 0                | 2                | 0                |
| 総通算           | 総通算           | 総通算           | 総通算           | 49               | 1                | 2                | 0                | 5                | 1                | 56               | 2                |

出場歴
- Jリーグ初出場 - 2023年3月5日 J3第1節 vsFC岐阜（ミクニワールドスタジアム北九州）
- Jリーグ初得点 - 2024年11月16日 J3第37節 vsAC長野パルセイロ（ミクニワールドスタジアム北九州）

## タイトル

### クラブ
桐蔭横浜大学
- 全日本大学サッカー選手権大会（2022年）